# Đồng Nai (reka)
Reka Đồng Nai (vietnamsko sông Đồng Nai) je reka v Vietnamu, ki izvira v regiji [[Centralno višavje (Vietnam)| Centralnem višavju v južnem delu države. Dolga je približno 586 km, zaradi česar je najdaljša reka, ki je v celoti v Vietnamu. Po njej je dobila ime provinca Đồng Nai.
Prvotno vietnamsko ime, prevedeno iz kmerskega jezika, je bilo Nông-nại, kar pomeni »plitvo slano močvirje«.

## Geografija
Reka Dong Nai teče skozi province Lâm Đồng, Đăk Nông, Binh Phước, Đồng Nai, Binh Dương in Hošiminh z dolžino več kot 437 km in porečjem 38.600 km², če se izračuna od izvira je reka dolga 586 km. Od sotočja z reko Đa Nhim pod slapom Pongour meri 487 km. Reka Đồng Nai se izliva v Južnokitajsko morje v okrožju Cần Giờ.
Glavni tok reke Đồng Nai v zgornjem toku je znan tudi kot reka Đa Đang. Reka izvira s planote Lam Vien in se vije v smeri severovzhod-jugozahod od gora do planote v Ta Lai (okrožje Tân Phú, provinca Đồng Nai). Reka tvori naravno mejo med okrožjem Đăk R'Lấp (Đắk Nông) in okrožjem Bảo Lâm, provinca Lâm Đồng, okrožjem Cát Tiên, med Cát Tiên in okrožjem Bù Đăng, okrožjem Tân Phú, Đồng Nai ter med Tân Phú in Đạ Tẻh okrožjem.
Po srečanju z reko Bé reka Đồng Nai tvori naravno mejo med Đồng Nai na vzhodu in provinco Bình Dương na zahodnem bregu.
Reka teče skozi mesto Bien Hoa, nato pa teče vzdolž meje med Đồng Nai in Hošiminhom, med Ba Ria - Vung Tau in Hošiminhom.

## Vodna moč
Glavni jezovi hidroelektrarn v porečju reke Đồng Nai:
- Na glavni reki Đồng Nai: jez Trị An, Đồng Nai 2, Đồng Nai 3, Đồng Nai 4, Đồng Nai 5, Đồng Nai 6 (v razvoju) in Đồng Nai 6A (v razvoju).[2] Projekta Đồng Nai 6 in 6A sta sporna, saj bosta verjetno pomembno vplivala na biotsko raznovrstnost nacionalnega parka Cát Tiên.[3]
- Reka Bé: jez Thác Mơ, jez Cần Đơn
- Reka Saigon: jezero Dầu Tiếng
- Reka Đa Nhim: jez Đa Nhim
- Jez Dai Ninh
- Reka La Nga: hidroelektrarne Hàm Thuận – Đa Mi

## Galerija
- Jez Trị An
- Blizu Bien Hoa
- Izhod iz Hošiminha